# Nova enana

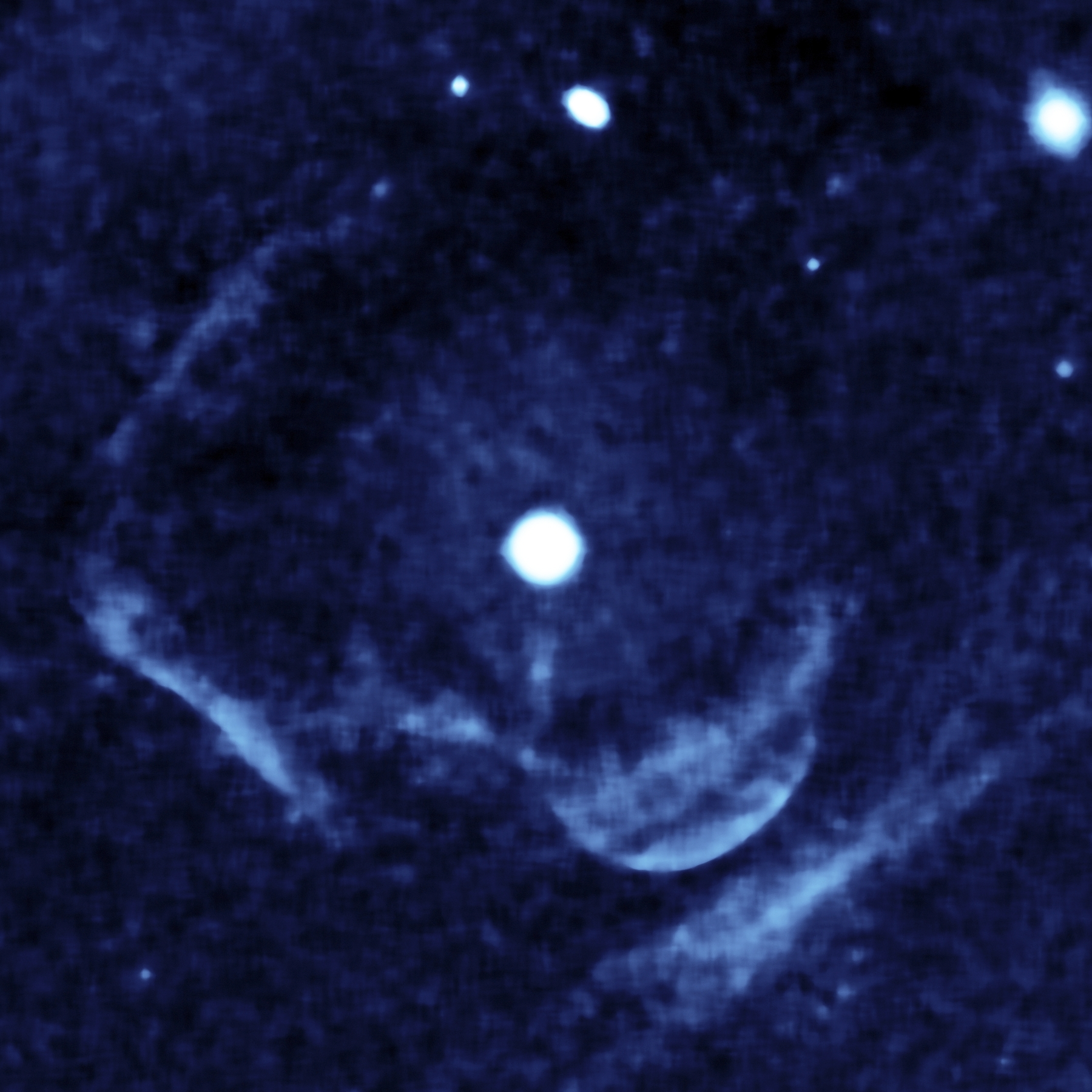
Imagen de Z Camelopardalis en el ultravioleta.

Una nova enana es un tipo de estrella variable cataclísmica que aumenta su brillo de forma abrupta e impredecible en un factor entre 5 y 250 (de 2 a 6 magnitudes). El aumento hasta el máximo brillo sucede en menos de un día, mientras que la disminución hasta la inactividad tiene lugar durante varios días o semanas. El arquetipo de este tipo de variables es la estrella U Geminorum.

## Características
Las novas enanas consisten en un sistema binario próximo en donde una de las componentes es una enana blanca que toma materia de su compañera. Son similares a las novas clásicas en que la enana blanca sufre estallidos periódicos, pero el mecanismo es distinto: mientras que en las novas clásicas los estallidos son el resultado de la fusión y detonación del hidrógeno, la teoría actual postula que las novas enanas tienen lugar por la inestabilidad del disco de acreción, cuando el gas alcanza una temperatura crítica que provoca un cambio en su viscosidad, produciéndose un colapso hacia la enana blanca que libera una gran cantidad de energía potencial gravitatoria.
Las novas enanas se distinguen también de las novas clásicas en que su luminosidad es menor y en que normalmente son recurrentes en un intervalo que va de días a décadas. La luminosidad del estallido aumenta con el intervalo de recurrencia y con el período orbital; recientes estudios con el telescopio espacial Hubble sugieren que la última relación puede hacer que las novas enanas sean útiles como candelas estelares para medir distancias cósmicas.

## Clasificación
Dentro de las novas enanas se pueden distinguir los siguientes subtipos:
1. Estrellas SS Cygni, experimentan estallidos bien definidos con una amplitud de 2 a 6 magnitudes. Reciben su nombre por SS Cygni, la primera estrella de este subtipo en ser descubierta.
2. Estrellas SU Ursae Majoris, que además de los estallidos normales, ocasionalmente sufren "superestallidos" más brillantes que la media. El prototipo es SU Ursae Majoris.
3. Estrellas Z Camelopardalis, que durante un período se detienen en un determinado brillo por debajo de su pico. La estrella prototípica es Z Camelopardalis.